# Ветрена дупка
Ветрена Дупка је пећина која се налази у југоисточној Србији, у селу Власи, у Пиротском округу. Смештена је на ободу северних огранака Влашке планине, на левој страни долине Јерме. Удаљена је око 10 километара од пута Ниш — Димитровград и 20 километара од града Пирота.
Представља једну од највећих пећина тог краја, али није до краја испитана и неприступачна је за посете.

## Настанак пећине
Ветрена Дупка је тунелска речна пећина, усечена у кредним кречњацима. Створена је ерозијом Беровичке реке.
Укупна дужина испитаних канала пећине је 4150 метара, дубина је 280, а висинска разлика је 150 метара.
Пећина се састоји од две морфолошке целине: дугачке, уске и меандарске пећине и дубоке јаме Пештерице.

## Морфолошке карактеристике
Хоризонтални део пећине почиње малим отвором на који се надовезује каменита дворана, дужине 20, ширине до 8 и висине 5 метара. Пећински канал се даље наставља неуједначеним коридором, у коме се смењују мање дворане и сужења, задржавајући правац исток—запад.
Све до 1580 метара, пећина има изглед уског процепа, чије су стране обрађене водом, а дно покривено речним материјалом.
У пећини се налази сифонско језеро, смештено у једном од ерозивних удубљења. Језеро је дугачко 20, дубоко око 10 и широко 3 метра. Стране басена језера су покривене глином.
Други део пећине почиње од сифонског језера и има другачији изглед у односу на први део. Главни пећински канал је шири, виши, а дно му је у целини покривено песком, шљунком и глином. У овом делу пећине се јављају пространије дворане, а у једној од већих дворана, висине преко 30 метара, налази се отвор јаме Пештерице.
Хемијски талози су заступљени у доњем делу пећине, у главном ходнику и низводно од сифонског језера. Пећински накит је претежно нечист и местимично глиновит, а најчешће се јавља у вишим дворанама и каналима. Средњи део пећинских ходника је најбогатије украшен.

### Јама Пештерица
Јама почиње широким и високим улазом, изнад којег се диже одсек, висок 25 метара. На дубини од 15 метара се налази прва степеница, широка 8—12 метара, а испод ње је вертиклан одсек и друга степеница, на дубини од око 30 метара. Трећа степеница се налази на дубини од 125 метара, а испод ње настаје гротло јаме. Укупна дубина вертикалног дела јаме Пештерице износи 164 метара.

## Хидролошке карактеристике
Хидролошка активност Велике Дупке је врло сложена и пре свега зависи од режима воде у Беровичком пољу.
У пећинском систему постоје три хидролошки различита дела: доњи суви део пећине, горњи део ходника са периодским током и понорска зона са сталним током.
Кроз Ветрену Дупку протиче ток Беровичке реке. За време ниских вода, ток користи само најниже пећинске канале, а при средњем стању активни су сви понори, осим гротла Пештерице и горњег дела пећине, све до сифонског језера. Током изузетно високих вода Пештерица се активира као понор и тада вода испуњава све канале, сем највиших у доњем делу пећине.
Стални извори који избијају из Ветрене Дупке су нижи и њихова максимална издашност износи 2,5 м³/сек.

## Историјски развој проучавања
Први пут Ветрену Дупку је истражио бугарски зоолог и спелеолог Иван Буреш у току 1941. године. Током те експедиције, Иван Буреш је у овој пећини открио до тада непознату врсту пећинских скакавца, која је и данас настањује.
Крајем 1950—их година 20. века, пећину је посетио београдски географ др Петар Јовановић са групом колега, а средином 1960—их година Спелеолошки одсек Београда (СОБ) организовао је низ истраживања у Србији, међу којима су била и истраживања Ветрене Дупке. Године 1968. изведено је прво роњење на дах управо у језеру Ветрене Дупке.
Назив „Ветрена Дупка“ пећина је добила по некадашњем отвору кроз који је непрестано дувао хладан ветар.